# مسجد قبله
مسجد قبله از مساجد قدیمی اراک بوده که در گذر اول بازار اراک (دروازه قبله) قرار دارد. این بنا در سال ۱۲۷۰ هجری قمری و توسط حاج طهماسب خان ساخته شد و در ابتدا مسجد امینی‌ها نام داشت. معماری این مسجد عبارت است از یک ستون در مرکز نمازخانه، چهار چشمه، دو بالکن در اطرف سالن اصلی برای مراسم تعزیه ماه محرم.